# Нощенко Петро Хомич
Петро Хомич Нощенко (7 (24) червня 1907, місто Юзівка Катеринославської губернії, тепер місто Донецьк — 4 листопада 1967, місто Київ) — український радянський діяч органів юстиції, депутат Верховної Ради УРСР 3—4-го скликань. Кандидат у члени ЦК КП(б)У в 1949—1956 роках. 

## Біографія
Народився у родині робітника-кочегара. Закінчив чотири класи училища. Трудову діяльність розпочав у 1917 році котлочистом, переписувачем, кур'єром шахти «Ново-Смолянка», потім — учнем токаря механічної майстерні.
З 1923 року працював токарем на металургійному заводі. Навчався два року у школі фабрично-заводського навчання, здобув спеціальності токаря і слюсаря. Потім знову працював токарем механічного цеху Сталінського металургійного заводу на Донбасі.
Член ВКП(б) з 1926 року.
Вчився один рік у Інституті народного господарства у місті Одесі. У 1931 році закінчив Ленінградський інститут радянського будівництва і права.
Після закінчення інституту працював в органах прокуратури Донецької області: старшим слідчим міжрайонної прокуратури, помічником міського прокурора міста Сталіно, помічником прокурора Донецької області. У 1935—1937 роках — прокурор міста Артемівська Донецької області. У 1937—1938 роках — заступник прокурора Донецької області. 
У 1938 — грудні 1940 роках — прокурор Ворошиловградської області. У грудні 1940 — 1942 р. і 1943 — листопаді 1945 року — прокурор Сталінської області. У 1942 році працював прокурором Пензенської області РСФСР.
У листопаді 1945 — листопаді 1948 року — 1-й заступник прокурор Української РСР із загальних питань. 
20 листопада 1948 — травень 1957 року — голова Верховного Суду Української РСР.
З 1957 року — на пенсії.
У 1957—1960 роках — заступник Київського окружного транспортного прокурора. У червні 1960 — 1962 роках — помічник прокурора Української РСР у справах спеціальної прокуратури.

## Класний чин
- державний радник юстиції 3 класу

## Нагороди
- орден Трудового Червоного Прапора (26.03.1945)
- орден Вітчизняної війни ІІ ст.
- медаль «За перемогу над Німеччиною у Великій Вітчизняній війні 1941—1945 рр.»
- медалі